# Glock
Glock, a veces llamada por su fabricante Glock «Safe Action» Pistol (pistola de acción segura Glock), es una serie de pistolas semiautomáticas, o automáticas en el caso de la Glock 18, diseñadas y producidas por el fabricante Glock Ges.m.b.H. de Deutsch-Wagram, Austria. El fundador de la compañía, el ingeniero Gaston Glock, no tenía experiencia ni en diseño ni en fabricación de armas en el momento en que estaba desarrollando el prototipo de su primera pistola, la Glock 17. Glock tenía, sin embargo, una amplia experiencia con polímeros sintéticos avanzados, conocimiento que fue fundamental para que la compañía diseñara la primera línea exitosa de pistolas con armazón de polímero. Glock introdujo la nitrocarburación ferrítica, una forma de cementación, en la industria de las armas de fuego como tratamiento anticorrosivo en las partes metálicas del arma.
A pesar de la resistencia inicial en el mercado a aceptar una «pistola de plástico» era un problema a las preocupaciones de durabilidad y fiabilidad, las pistolas Glock se han convertido en la línea de productos más rentable de la compañía, logrando una gran cuota de mercado en cuerpos policiales, agencias de seguridad y fuerzas armadas en más de 50 países.

## Desarrollo

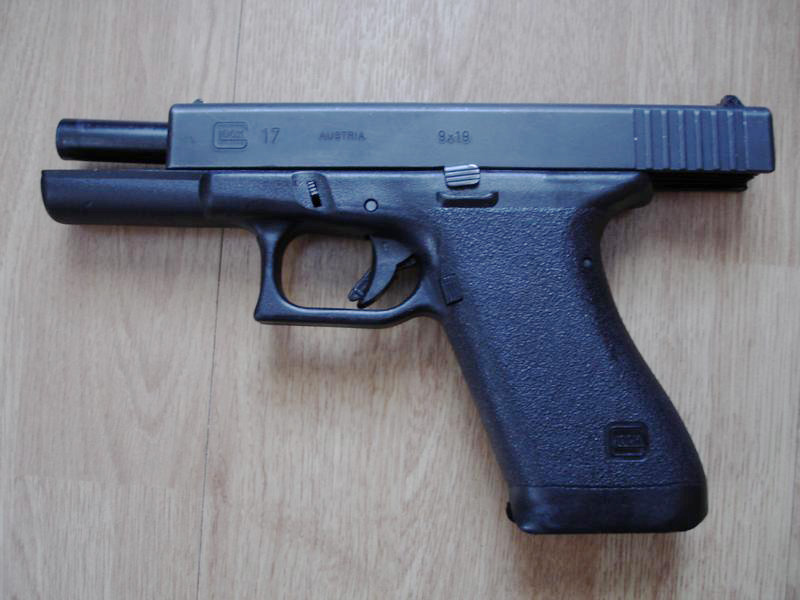
Una Glock 17 de «primera generación» con la corredera retenida

En 1980 las Fuerzas Armadas de Austria anunciaron su intención de adquirir un nuevo y moderno modelo de pistola para reemplazar sus Walther P38 de la época de la Segunda Guerra Mundial. El Ministerio de Defensa de Austria elaboró una lista de 17 criterios para elegir la pistola de servicio de nueva generación.
1. Diseño semiautomática.
2. La pistola debía utilizar la munición 9×19 mm Parabellum estándar de la OTAN.
3. Los cargadores debían tener una capacidad mínima de 8 cartuchos, y no necesitar asistencia.
4. Las acciones necesarias para preparar la pistola para dar fuego, y las posteriores debían ser a con una sola mano, tanto con la diestra como con la izquierda.
5. Pistola absolutamente segura contra descarga accidental por choque, golpe, caídas desde una altura de 2 m sobre un plato de acero.
6. Mantenimiento y limpieza de la pistola debía poder realizarse sin uso de herramientas.
7. La construcción de la pistola no podía exceder las 58 partes individuales (equivalente a una P38).
8. Después de disparar 15.000 cartuchos de munición estándar, la pistola será inspeccionado por desgaste[8]

Glock tuvo conocimiento del plan de contratación del Ejército Austriaco y en 1982 reunió a un equipo formado por los principales expertos en pistolas de Europa, procedentes de los ámbitos militar, policial y de tiro deportivo, para definir las características más deseables en una pistola de combate. En tres meses, Glock desarrolló un prototipo funcional. Esta nueva pistola hacía uso extensivo de materiales sintéticos y de modernas tecnologías de fabricación en su diseño, convirtiéndose en un candidato muy rentable. A principios de 1982 se entregaron varias muestras de la Glock 17 9×19 mm (llamada así por el número de patente de Gaston Glock) para las pruebas de evaluación, y tras superar todas las exhaustivas pruebas de resistencia y abuso, Glock se convirtió en el ganador con su modelo 17.
La Glock 17 fue adoptada como pistola de servicio en las fuerzas policiales y militares de Austria en 1982 bajo la designación P80 (Pistole 80), con un pedido inicial de 25 000 unidades. Este nuevo modelo superó a otros ocho modelos diferentes de pistolas de cinco fabricantes (Heckler & Koch de Alemania ofreció sus modelos P7M8, P7M13 y P9S, SIG-Sauer de Suiza sus P220 y P226, Beretta de Italia su modelo 92SB-F, FN Herstal de Bélgica propuso una versión actualizada de su Browning Hi-Power, y el otro fabricante austríaco Steyr entró en la competición con su pistola GB).
Los resultados de las pruebas de Austria desencadenaron una ola de interés en Europa Occidental y también al otro lado del Atlántico, particularmente en los Estados Unidos, donde se estaba llevando a cabo un proceso similar para seleccionar un reemplazo general para la M1911 desde finales de los años 1970 (conocido como Joint Service Small Arms Program). A finales de 1983, el Departamento de Defensa de los Estados Unidos preguntó acerca de la pistola Glock y recibió cuatro ejemplares de la Glock 17 para una evaluación extraoficial. Glock entonces fue invitada a participar en los XM9 Personal Defense Pistol Trials, pero se negó porque las especificaciones del Departamento de Defensa requerirían una amplia reorganización del equipo de producción y proporcionar 35 ejemplares de prueba en un plazo poco realista.
Poco después, la Glock 17 fue aceptada para entrar en servicio con las Fuerzas Armadas de Noruega y las Fuerzas Armadas de Suecia, superando todos los estándares de durabilidad de la OTAN vigentes. Como resultado de ello, la Glock 17 se convirtió en una pistola clasificada por la OTAN estándar y se le concedió un NATO Stock Number (1005-25-133-6775).
En 1992, Glock había vendido unas 350 000 pistolas en más de 45 países, unas 250 000 de ellas solo en los Estados Unidos.

## Diseño

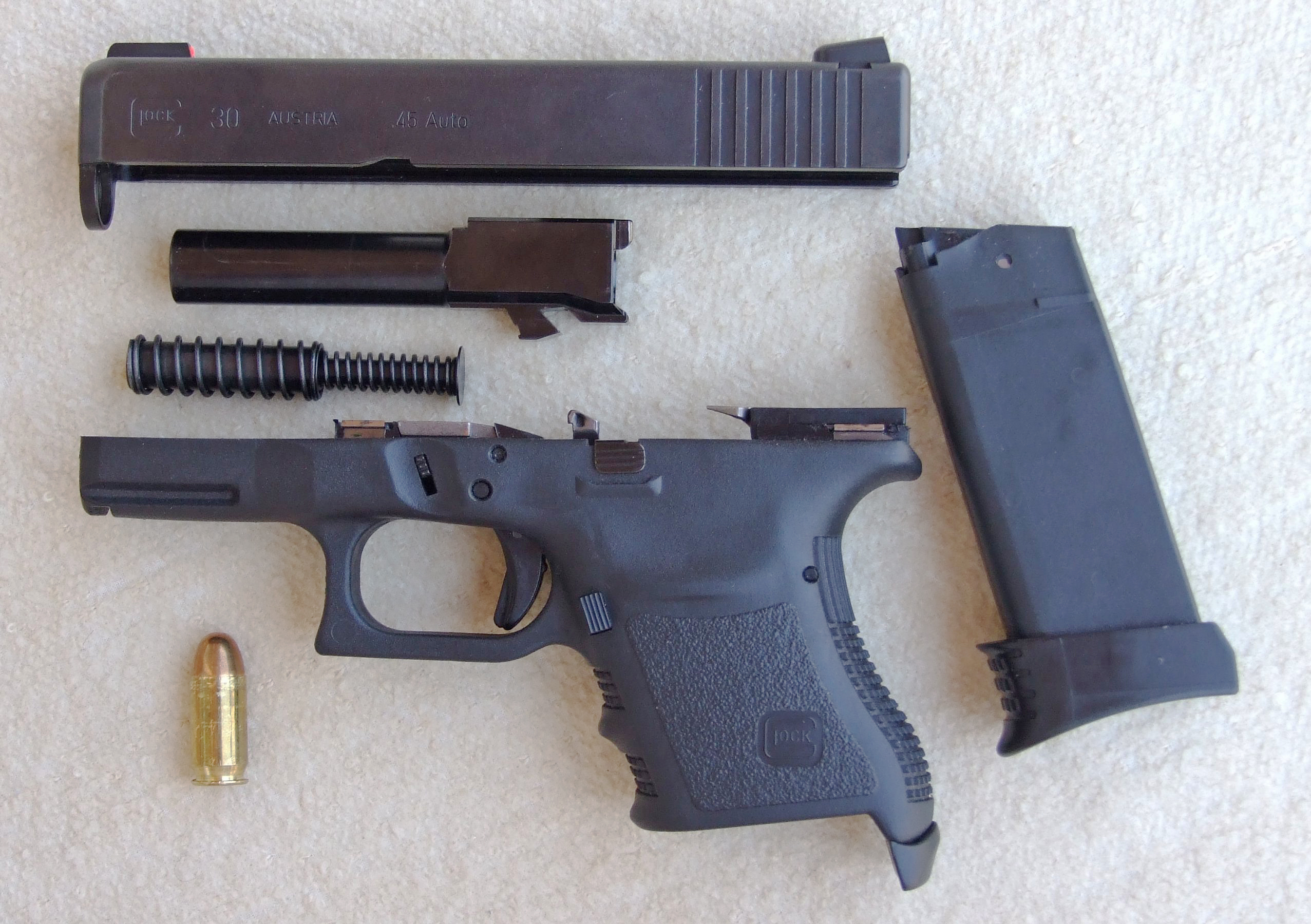
Una subcompacta Glock 30 desmontada en sus partes principales junto a un cartucho de su munición .45 ACP

El modelo Glock 17 (G17) se caracteriza por su acerrojamiento por sistema Browning/Peters de retroceso corto, cargador estándar de 17 cartuchos y una velocidad de fuego alta. No tiene seguros manuales, sino seguros automáticos integrados.
A diferencia de otras pistolas, la G17 y los demás modelos de Glock han sido producidos con el mecanismo de percutor lanzado con premontaje, llamado Safe Action System (Acción Segura) por Glock, que es un mecanismo de disparo escencialmente de doble acción. El armazón, el cargador y otras piezas están hechas de un plástico de alta resistencia basado en el nailon, inventado por Gaston Glock, llamado Polymer 2. Cuando se reveló que su estructura era de polímero, sorprendió a los usuarios de armas y algunos pensaron que era imperceptible para los detectores de metales. Sin embargo, la corredera, el cañón y otras piezas son de metal y por eso el modelo es percibido por los detectores de metal. La corredera y el cañón son tratados con nitruración ferrítica, también conocido por la marca comercial «Tenifer».
La G17 se ha vuelto muy popular por su facilidad de manejo, larga durabilidad, precio moderado y una precisión de disparo por arriba del promedio. Es muy confiable en ambientes hostiles para las pistolas, como desiertos, selvas y regiones árticas.
La G17 ha experimentado cinco revisiones importantes desde su aparición, así que la versión actual es la «quinta generación».
La G17 es el modelo más usado por los policías, pero también es popular para uso militar, deportivo y para defensa. Más de 50 países lo utilizan.
Existen otros modelos de Glock que son muy similares al G17. Utilizan básicamente el mismo diseño en su estructura, pero sus empuñaduras, cañones y correderas pueden ser distintos porque emplean diferentes calibres y son de diferentes tamaños.

## Variantes

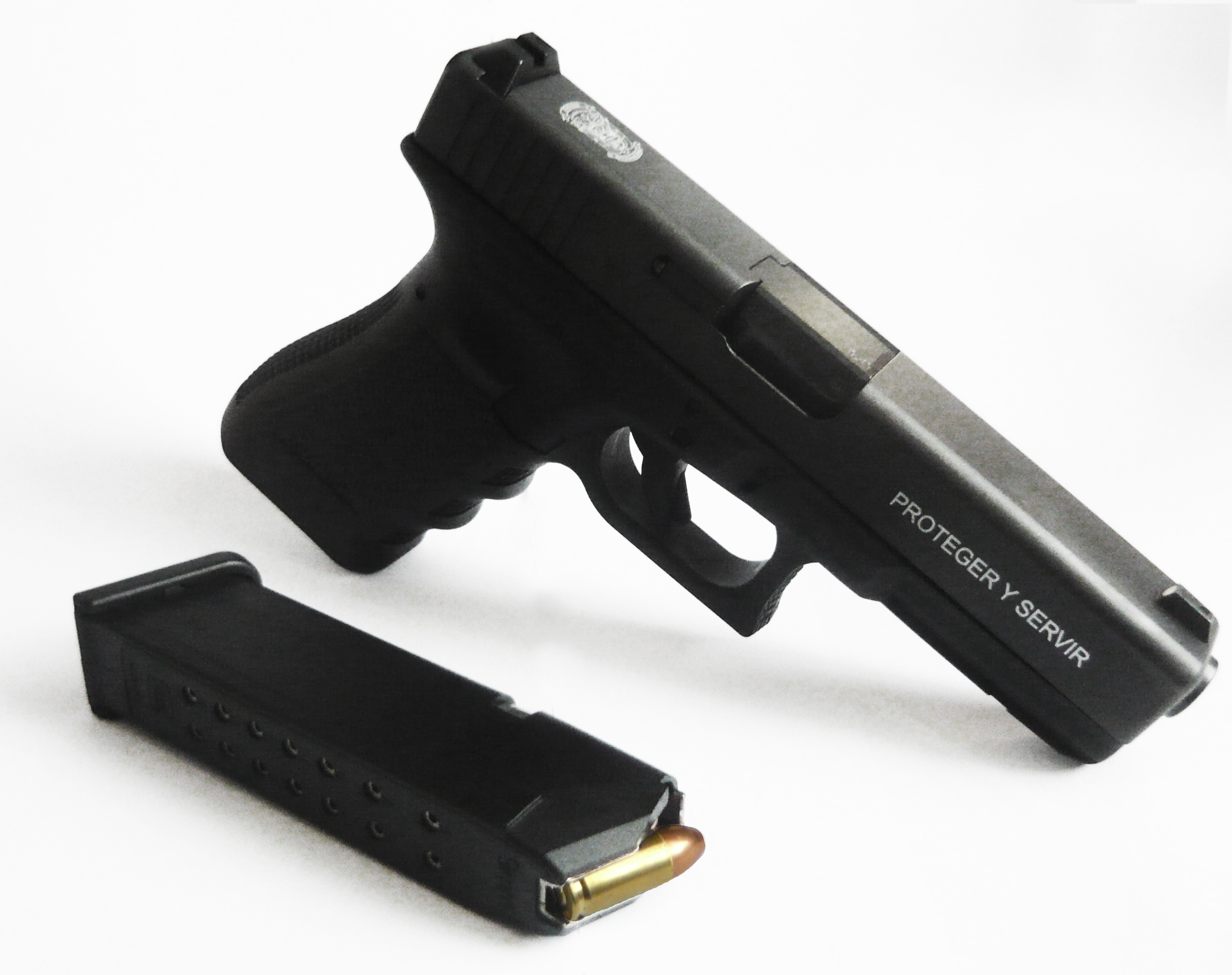
Pistola Glock 17, utilizada por la Policía Nacional de Panamá.

Después de la introducción de la Glock 17, se ofrecieron numerosas variantes y versiones del modelo original. Las variantes, que se diferencian en calibre y tamaño de armazón y corredera se identifican por distintos números de modelo con la excepción de la Glock 17L. Otros cambios no relacionados con tamaño de armazón y corredera se identifican con sufijos, como el "C", que hace referencia a las versiones compensadas. Opciones de menor importancia, como el color del armazón, tipo de miras y accesorios incluidos, se identifican con un código de modelo distinto en la caja y no aparece inscrito en la propia arma.
Las pistolas Glock se ofrecen en cinco formatos, todas basadas en el diseño original Glock 17. Los modelos "Standard" están diseñados como pistola de servicio de tamaño completo y con cargador de gran capacidad. Los modelos "Compact" tienen un tamaño ligeramente menor con menor capacidad en el cargador y también menor peso pero mantienen un tamaño de empuñadura adecuado. Los modelos "Subcompact" está diseñados para ocupar poco espacio y ser fáciles de transportar al tener un peso y tamaño muy reducido, por lo que están destinadas a ser usadas con solo dos dedos en la empuñadura. También existe una versión "Slimline" .45 ACP con cargador de hilera simple, la Glock 36. Las versiones "Competition" son más largas en cuanto a tamaño de cañón y corredera, poseen miras ajustables y se suelen utilizar con cargadores de capacidad ampliada.
| 17, 17C | 9×19 mm    | 186 | 114  | 17 | 10, 19, 24, 33     | 705  | Estándar        |    |     |     |    |   |          |
| 17L | 9×19 mm    | 225 | 153  | 17 | 10, 19, 24, 33     | 755  | Corredera larga |    |     |     |    |   |          |
| 18, 18C | 9×19 mm    | 185 | 114  | 19 | 17, 24, 31, 33     | 705  | Estándar        |    |     |     |    |   |          |
| 19, 19C | 9×19 mm    | 174 | 102  | 15 | 10, 17, 19, 24, 33 | 670  | Compacta        |    |     |     |    |   |          |
| 19X | 9×19 mm    | 189 | 102  | 17 | 19, 24             | 704  | Compacta        |    |     |     |    |   |          |
| 20, 20SF | 10 mm Auto | 193 | 117  | 15 | 10                 | 870  | Estándar        |    |     |     |    |   |          |
| 21, 21C, 21SF | .45 ACP    | 193 | 117  | 13 | 10                 | 830  | Estándar        |    |     |     |    |   |          |
| 22 | .40 S&W    | 186 | 114  | 15 | 10, 17, 22         | 725  | Estándar        |    |     |     |    |   |          |
| 23 | .40 S&W    | 174 | 102  | 13 | 10, 15, 17, 22     | 670  | Compacta        |    |     |     |    |   |          |
| 24 | .40 S&W    | 225 | 153  | 15 | 10, 17, 22         | 840  | Corredera larga |    |     |     |    |   |          |
| 25 | .380 ACP   | 174 | 102  | 15 | 17, 19             | 645  | Compacta        |    |     |     |    |   |          |
| 26 | 9×19 mm    | 160 | 88   | 10 | 12, 15, 17, 19, 33 | 610  | Subcompacta     |    |     |     |    |   |          |
| 27 | .40 S&W    | 160 | 88   | 9  | 11, 13, 15, 17, 22 | 605  | Subcompacta     |    |     |     |    |   |          |
| 28 | .380 ACP   | 160 | 88   | 10 | 12, 15, 17, 19     | 585  | Subcompacta     |    |     |     |    |   |          |
| 29, 29SF | 10 mm Auto | 172 | 96   | 10 | 15                 | 760  | Subcompacta     |    |     |     |    |   |          |
| 30, 30SF | .45 ACP    | 172 | 96   | 10 | 9, 13              | 745  | Subcompacta     |    |     |     |    |   |          |
| 31, 31C | .357 SIG   | 186 | 114  | 15 | 10, 17             | 740  | Estándar        |    |     |     |    |   |          |
| 32 | .357 SIG   | 174 | 102  | 13 | 10, 15, 17         | 690  | Compacta        |    |     |     |    |   |          |
| 33 | .357 SIG   | 160 | 88   | 9  | 10, 11, 13, 15, 17 | 620  | Subcompacta     |    |     |     |    |   |          |
| 34 | 9×19 mm    | 207 | 135  | 17 | 19, 33             | 735  | Competición     |    |     |     |    |   |          |
| 35 | .40 S&W    | 207 | 135  | 15 | 10, 17             | 785  | Competición     |    |     |     |    |   |          |
| 36 | .45 ACP    | 172 | 96   | 6  | -                  | 635  | Slimline        |    |     |     |    |   |          |
| 37 | .45 GAP    | 186 | 116  | 10 | -                  | 815  | Estándar        |    |     |     |    |   |          |
| 38 | .45 GAP    | 174 | 102  | 8  | 10                 | 755  | Compacta        |    |     |     |    |   |          |
| 39 | .45 GAP    | 160 | 88   | 6  | 8, 10              | 685  | Subcompacta     |    |     |     |    |   |          |
| 40 | 10mm Auto  | 241 | 153  | 15 | -                  | 1005 | Corredera larga |    |     |     |    |   |          |
| 41 | .45 ACP    | 223 | 135  | 13 | -                  | 760  | Competición     |    |     |     |    |   |          |
| 42 | .380 ACP   | 151 | 82,5 | 6  | 6                  | 390  | Subcompacta     |    |     |     |    |   |          |
| 43 | 9x19 mm    | 159 | 86,5 | 6  | 6                  | 510  | Subcompacta     |    |     |     |    |   |          |
| 43X | 9x19 mm    | 165 | 87   | 10 | -                  | 530  | Subcompacta     |    |     |     |    |   |          |
| 44 | .22 LR     | 185 | 102  | 10 | -                  | 415  | Compacta        |    |     |     |    |   |          |
| 45 | 9x19 mm    | 189 | 102  | 17 | 17, 19, 24, 31, 33 | 694  | Compacta        |    |     |     |    |   |          |
| 47 | 9x19 mm    | 202 | 114  | 17 | 17, 19, 24, 31, 33 | 735  | Estándar        |    |     |     |    |   |          |
| 48 | 9x19 mm    | 185 | 106  | 10 | -                  | 588  | Compacta        | 49 | 201 | 114 | 15 | - | Estándar |
| Notas: - Las pistolas Glock designadas con una "C" después del número del modelo disponen de dos ranuras en la corredera y en el cañón para compensar la elevación del cañón al disparar. - Los modelos Glock 18/18C son pistolas ametralladoras de fuego selectivo 9×19 mm Parabellum y no están disponibles para el público general en la mayoría de países. |            |     |      |    |                    |      |                 |    |     |     |    |   |          |

### 9×19 mm Parabellum

#### Glock 17

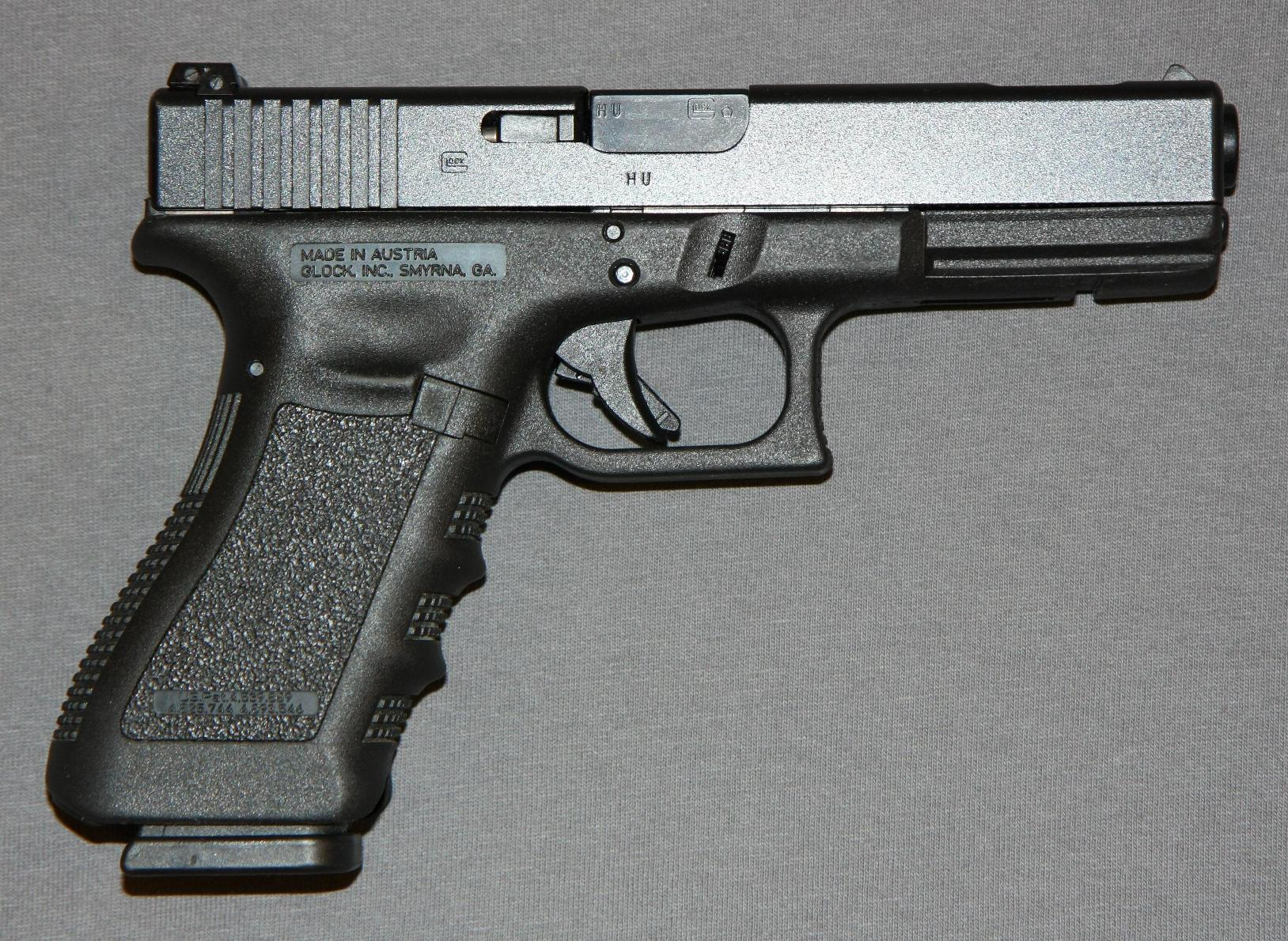
Glock 17C de «tercera generación»

- La Glock 17 es el modelo original 9×19 mm Parabellum, con un cargador estándar con capacidad para 17 cartuchos. Posteriormente fueron introducidas versiones modificadas de la Glock 17.
  - La Glock 17C fue introducida en 1996 e incorpora dos ranuras en la parte superior del cañón y en la corredera para compensar el ascenso del cañón y el retroceso. Actualmente están disponibles cinco modelos Glock con esta opción (17, 18, 19, 21 y 31), todos con el sufijo "C" inscrito en la corredera.
  - La Glock 17L es una versión alargada introducida en 1988, incorpora cañón extendido y corredera más grande. Inicialmente, la Glock 17L tenía tres ranuras en la parte superior del cañón y el correspondiente agujero en la corredera; sin embargo, los modelos posteriores carecen de agujeros en el cañón. La Glock 17L se dejó de fabricar con la llegada de la Glock 34.
  - La Glock 17MB es una versión con retén de cargador ambidiestro. Esta, junto con las demás versiones MB, se dejó de fabricar tras la introducción de los modelos de "cuarta generación", que disponen de un retén de cargador reversible.

#### Glock 18

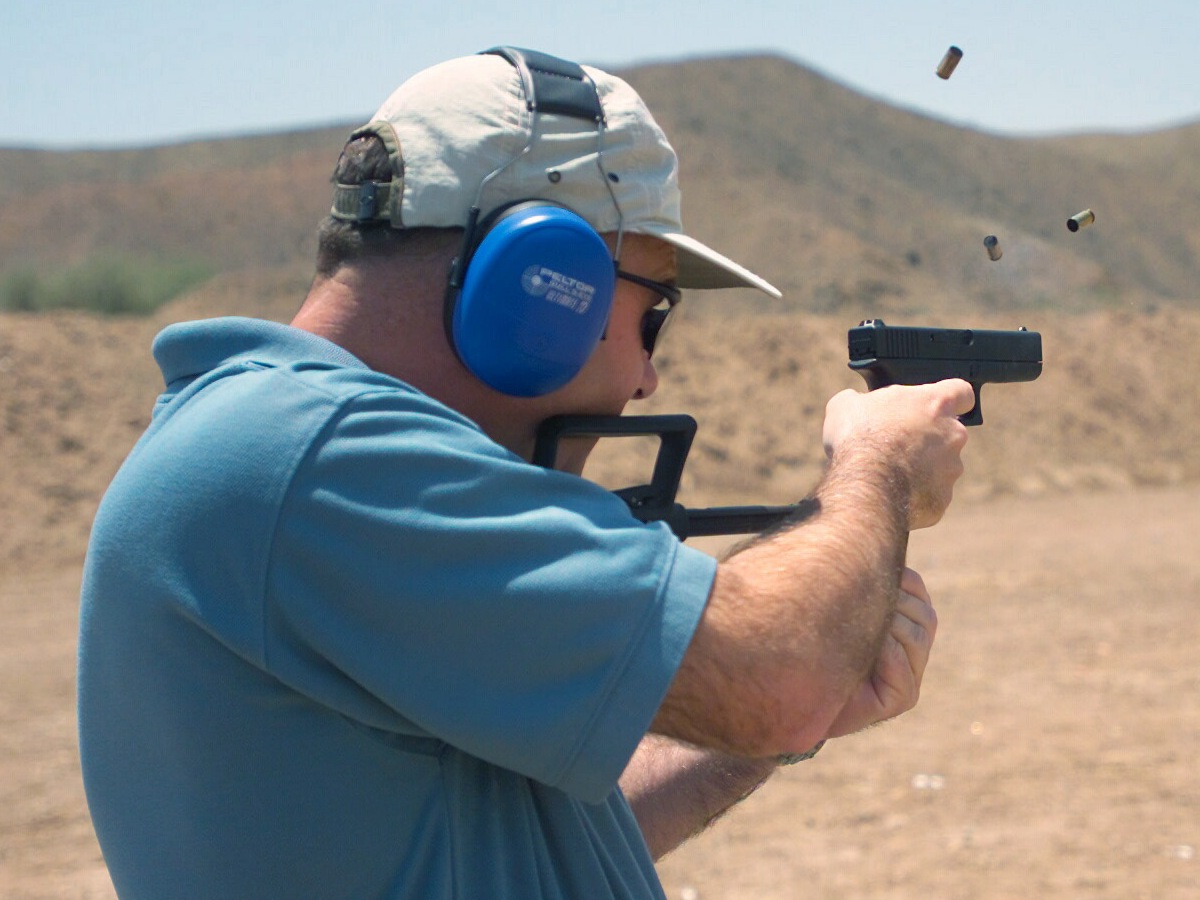
Una Glock 18 con un culatín de hombro desmontable FAB-Defense GLR-17 Glock siendo disparada en modo completamente automático

- La Glock 18 es una variante de la Glock 17 con selector de tiro que le permite disparar en modo automático además de en semiautomático, lo que la convierte en una pistola ametralladora. Fue desarrollada a petición de la unidad contraterrorista austríaca EKO Cobra. El selector de tiro es de tipo palanca y está ubicado en la parte trasera izquierda de la corredera. Con la palanca selectora posicionada hacia abajo la pistola dispara en modo completamente automático, y posicionada hacia arriba lo hace en modo semiautomático. Este modelo se suele utilizar con un cargador largo con capacidad para 33 cartuchos, pero también puede usar los cargadores de la Glock 17, con capacidad para 10, 17 o 19 proyectiles. El primer modelo Glock 18 produce una fuerte elevación del cañón durante el fuego automático si no se le acopla un culatín para apoyar en el hombro desmontable. Para mejorar esta característica se creó una versión compensada, conocida como Glock 18C.
  - La Glock 18C dispone de dos aperturas en la parte superior delantera de la corredera. Estas aperturas proporcionan un área de salida para que dos cortes compensadores practicados en la parte superior del cañón expulsen parte de los gases de disparo hacia arriba, compensando la subida del cañón y ofreciendo un mayor control al tirador sobre la pistola ametralladora al realizar disparos en ráfagas. Los cortes comienzan aproximadamente en la mitad del cañón y los dos primeros son de menor tamaño que los otros dos de más adelante. La cadencia de tiro en modo automático es de aproximadamente 1.100–1.200 disparos por minuto. La mayoría de las demás características son equivalentes a la Glock 17, pero la corredera, el armazón y ciertas partes del sistema de control de tiro de la Glock 18 no son intercambiables con otros modelos Glock.[21][22]

#### Glock 19

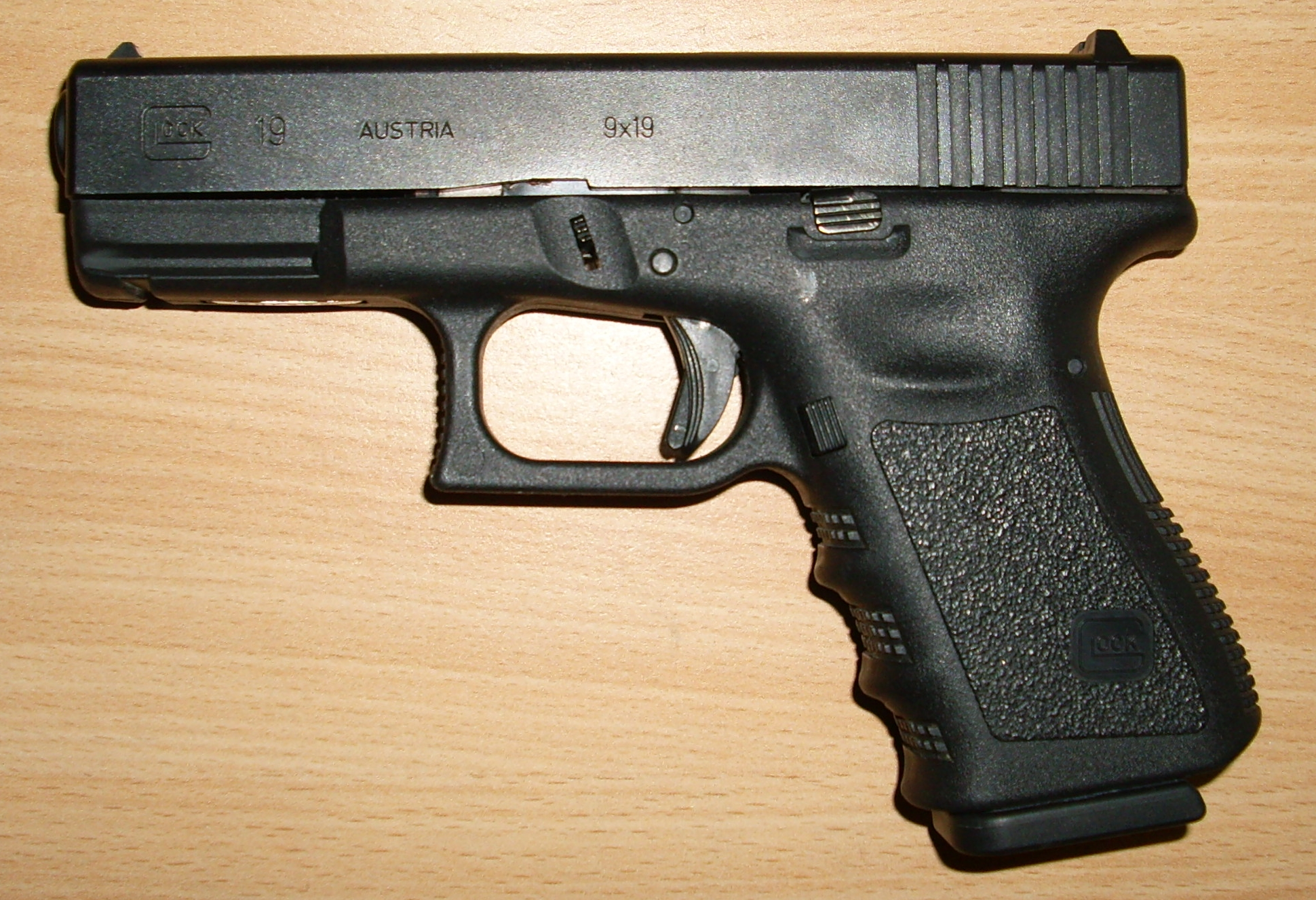
Pistola compacta 9 mm Glock 19

- La Glock 19 es una Glock 17 de tamaño ligeramente reducido, llamada "Compact" por el fabricante. Comenzó a ser fabricada en 1988, principalmente para uso militar y policial. El cañón y la empuñadura de la Glock 19 han sido reducidos aproximadamente 12 mm con respecto a la Glock 17 y utiliza un cargador con una capacidad estándar de 15 cartuchos, no obstante es compatible con los cargadores de la Glock 17 y de la Glock 18, con capacidades para 10, 17, 19 o 33 proyectiles. Para preservar la fiabilidad operativa del sistema de retroceso corto, la masa de la corredera sigue siendo la misma que en la Glock 17 de la que deriva. Algunos de los componentes son intercambiables con el modelo original.

#### Glock 26

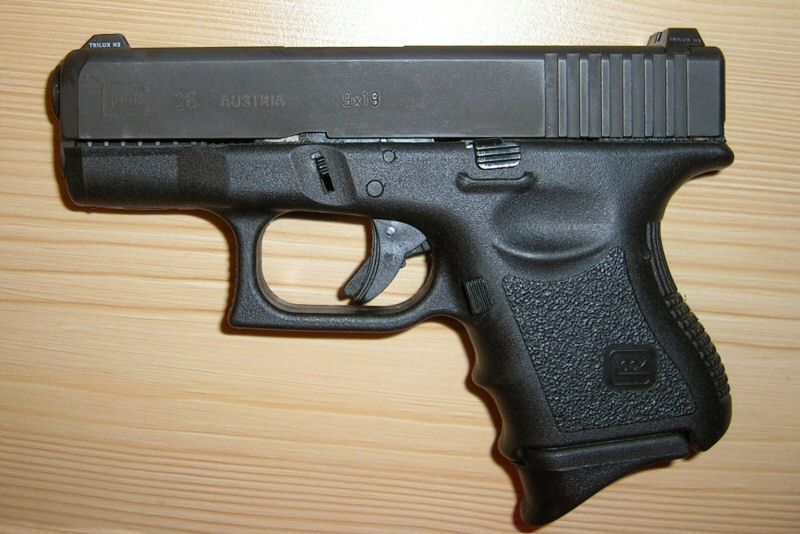
Pistola subcompacta 9 mm Glock 26 con miras iluminadas con tritio

- La Glock 26 es una variante "subcompacta" de calibre 9 mm diseñada para portar oculta que fue introducida en agosto de 1985, principalmente para el mercado civil. Cuenta con un armazón más pequeño que el de la Glock 19, con una empuñadura en la que solo caben dos dedos, si bien en la actualidad existen diversas bases de cargador que permiten ampliar la empuñadura para lograr un mejor agarre. El cañón y la corredera también son más cortos, el cargador estándar de este modelo es de hilera doble con capacidad para 10 cartuchos. También dispone de un cargador con una base más grande que permite dos cartuchos adicionales, y adicionalmente es compatible con los cargadores de las Glock 17, 18 y 19, con capacidades de 15, 17, 19 o 33 cartuchos. La Glock 26 no es una simple reducción de tamaño de la Glock 19, ha requerido un amplio rediseño del armazón, y de algunas partes internas, que hacen que disponga de doble muelle recuperador.

#### Glock 34

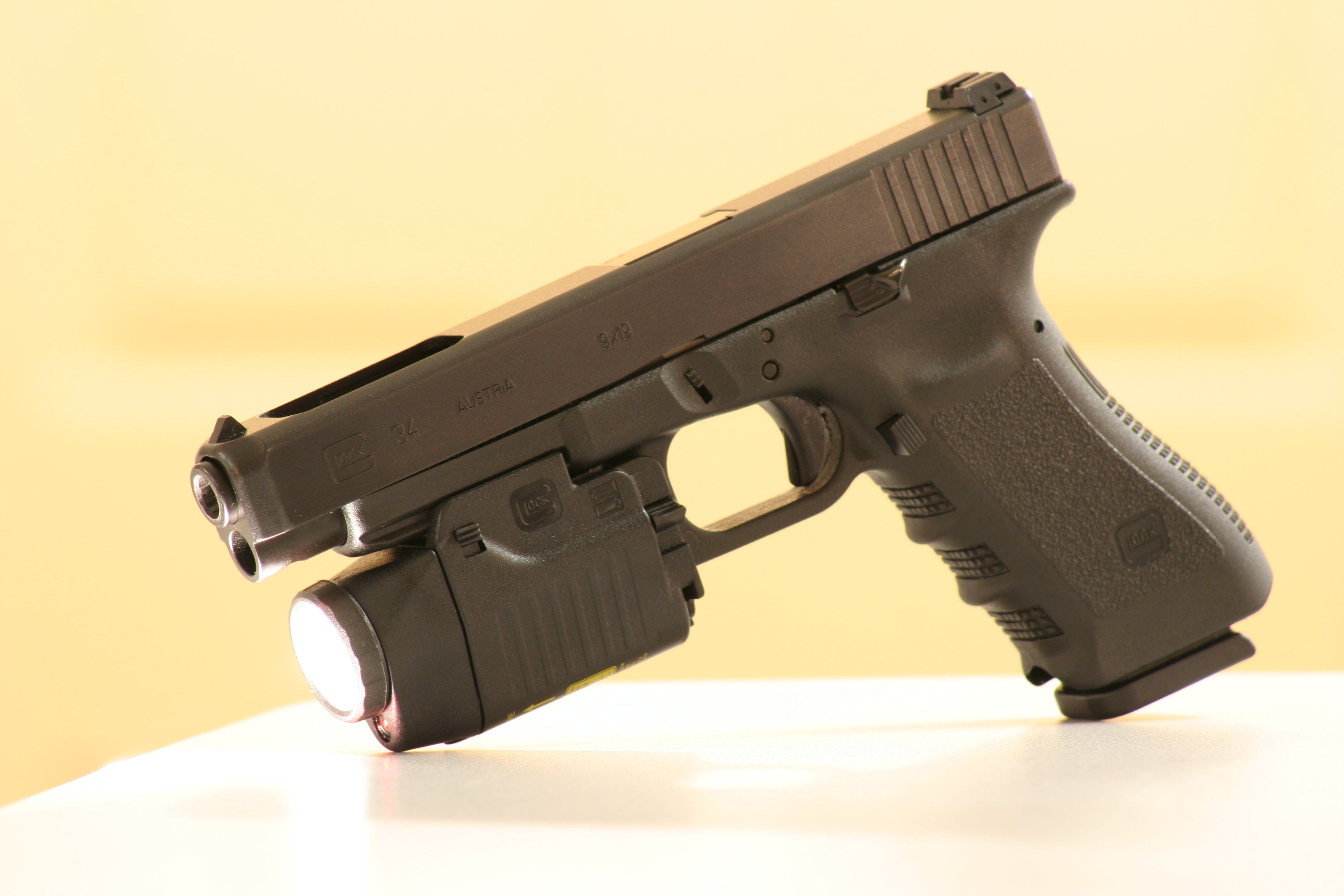
Glock 34 equipada con linterna/láser GTL 22

- La Glock 34 es una versión alargada de la Glock 17 orientada a la competición. Es similar a su modelo predecesor, el Glock 17L (que se dejó de fabricar), pero no tan larga. Se comenzó a fabricar en 1998, y comparada con la Glock 17, el cañón y la corredera son 21 milímetros más largos. Tiene el liberador de cargador y el retén de corredera más grandes y una mira trasera regulable. La corredera tiene un hueco en la parte delantera creado para reducir el peso en la parte delantera de la pistola y lograr un mejor balance.[23]

### 10 mm Auto

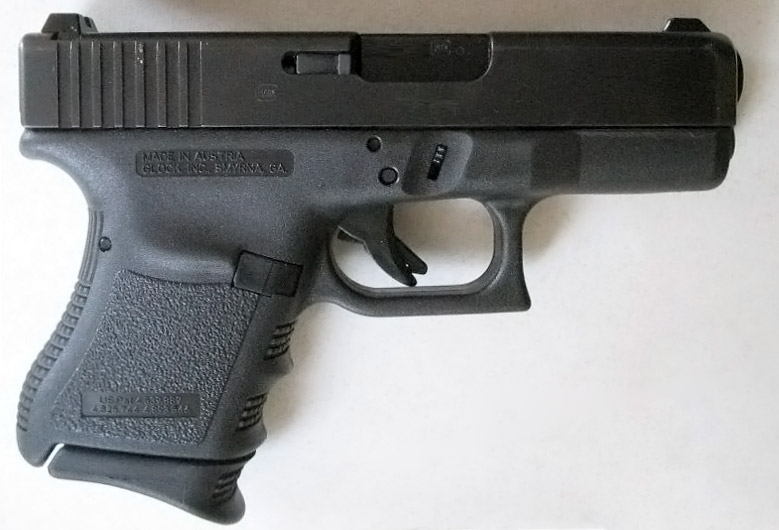
Pistola subcompacta 10 mm Auto Glock 29

#### Glock 20
- La Glock 20, introducida en 1991, fue desarrollada para competir en el entonces creciente mercado del calibre 10 mm Auto para fuerzas policiales y de seguridad. La pistola se puede emplear con cargas de potencia completa así como con cargas reducidas "FBI" que tienen una menor velocidad de salida. Debido al mayor tamaño del cartucho y presiones más altas, la pistola es ligeramente más grande que la Glock 17, teniendo aproximadamente 2,5 mm más de ancho y 7 mm más de largo.[24] Aunque muchas piezas pequeñas son intercambiables con la Glock 17, con la que comparte un 50 % de partes comunes, los componentes principales son más grandes y no se pueden intercambiar. La capacidad del cargador estándar de la G20 es de 15 cartuchos.

#### Glock 29
- La Glock 29 es la versión subcompacta de calibre 10 mm Auto, equivalente a la Glock 26 pero con las dimensiones ligeramente superiores que necesita esta munición más potente. Fue introducida en 1997 junto con la Glock 30. Este modelo cuenta con un cañón de 96 mm y un cargador estándar con capacidad para 10 cartuchos. Al igual que otras pistolas compactas y subcompactas Glock, la Glock 29 es compatible con los cargadores de los modelos de tamaño completo del mismo calibre, en este caso con los cargadores de 15 proyectiles de 10 mm de la Glock 20.

### .45 ACP
Los cañones de todas las pistolas Glock de calibre .45 ACP tiene un rayado poligonal octogonal en lugar del hexagonal que usan los modelos de demás calibres.

#### Glock 21
- La Glock 21 es una versión .45 ACP de la Glock 20 diseñada principalmente para el mercado estadounidense.[26] En comparación con la Glock 20 de calibre 10 mm Auto, la corredera de la Glock 21 es más ligera para compensar la menor energía del cartucho .45 ACP. El cargador estándar de la Glock 21 es de tipo columna escalonada con capacidad para 13 proyectiles.

#### Glock 30
- La Glock 30 es la versión .45 ACP de la subcompacta Glock 29, con un cargador estándar de 10 cartuchos, aunque también acepta el cargador de 13 de la Glock 21.

#### Glock 36

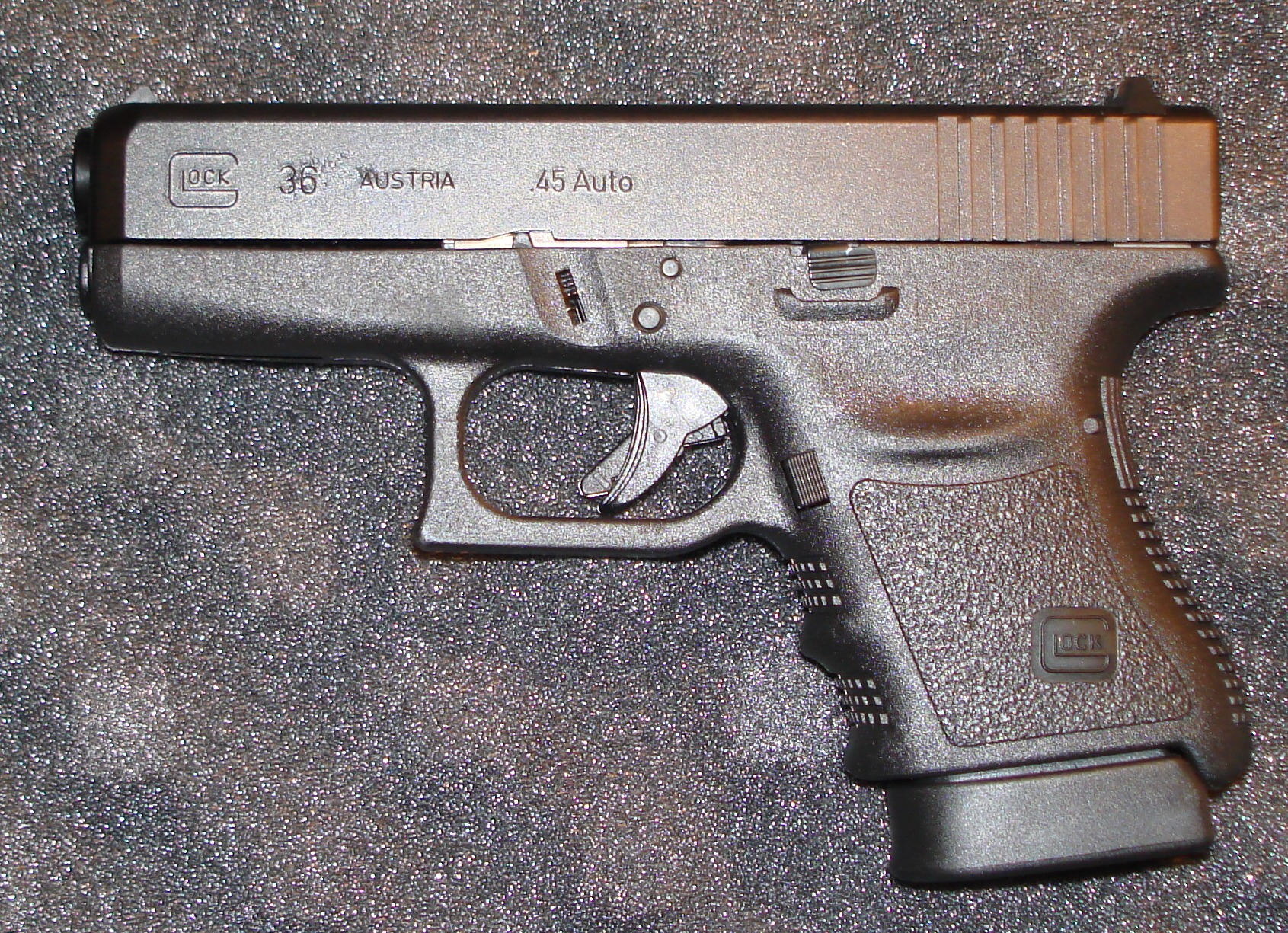
La Glock 36, calibre .45 ACP, se caracteriza por tener armazón estrecho y con cargador de hilera simple

- La Glock 36 es una versión "slimline" de la subcompacta Glock 30, su característica singular es que tiene un armazón ultra compacto. El cañón, la corredera y el cargador son únicos para este modelo. Es el primer modelo Glock fabricado con un cargador de hilera simple,[27] con una capacidad de sólo 6 cartuchos. A diferencia de otras pistolas subcompactas Glock, el modelo 36 no puede usar cargadores de mayores capacidades propios de otros modelos del mismo calibre.

### .40 S&W

#### Glock 22

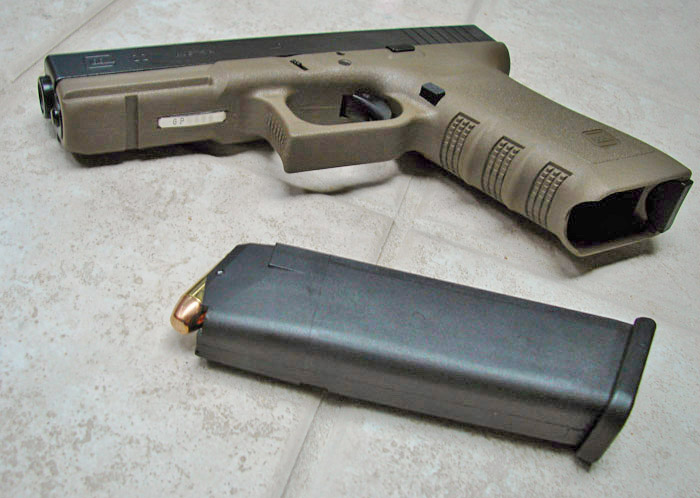
Glock 22 OD, calibre .40 S&W con armazón de color oliva

- La Glock 22 es una versión .40 S&W de la pistola de tamaño completo Glock 17. Este modelo introducido en 1990 tiene corredera, armazón y cañón modificados para adaptarse al tamaño y potencia del cartucho .40 S&W. La capacidad del cargador estándar es de 15 proyectiles.

#### Glock 23
- La Glock 23 es una versión .40 S&W de la pistola compacta Glock 19. Sus dimensiones son idénticas a la Glock 19 pero es ligeramente más pesada e incorpora modificaciones en corredera, armazón y cañón para adaptarse a la munición .40 S&W. La capacidad del cargador estándar es de 13 cartuchos, pero también acepta el cargador de 15 de la Glock 22, mide 188 mm y la longitud de su cañón es de 96mm

#### Glock 24
- La Glock 24 es una versión orientada a competición de calibre .40 S&W derivada de la Glock 22, similar en su concepto al modelo Glock 17L. La Glock fue introducida en 1994 y oficialmente retirada de la línea de productos de la compañía con la llegada de las Glock 34 y 35.[28] Sin embargo, Glock continua produciendo pequeñas cantidades de Glock 24 y 24C (al igual que de la Glock 17L) en intervalos irregulares para satisfacer la demanda de los consumidores.
  - También se produjo la Glock 24C, una versión compensada con ranuras en el cañón.

#### Glock 27
- La Glock 27 es una versión .40 S&W de la subcompacta Glock 26. Su cargador estándar tiene capacidad para 9 cartuchos, pero también es compatible con los cargadores de las versiones .40 S&W más grandes, Glock 22 y 23, con capacidades de 15 y 13 cartuchos respectivamente. Con respecto a eso, existen una piezas separadoras para acoplar en los cargadores de mayor tamaño que tienen como efecto "extender" la empuñadura de la pistola subcompacta para mejorar la ergonomía cuando se le insertan cargadores de mayor capacidad.

#### Glock 35

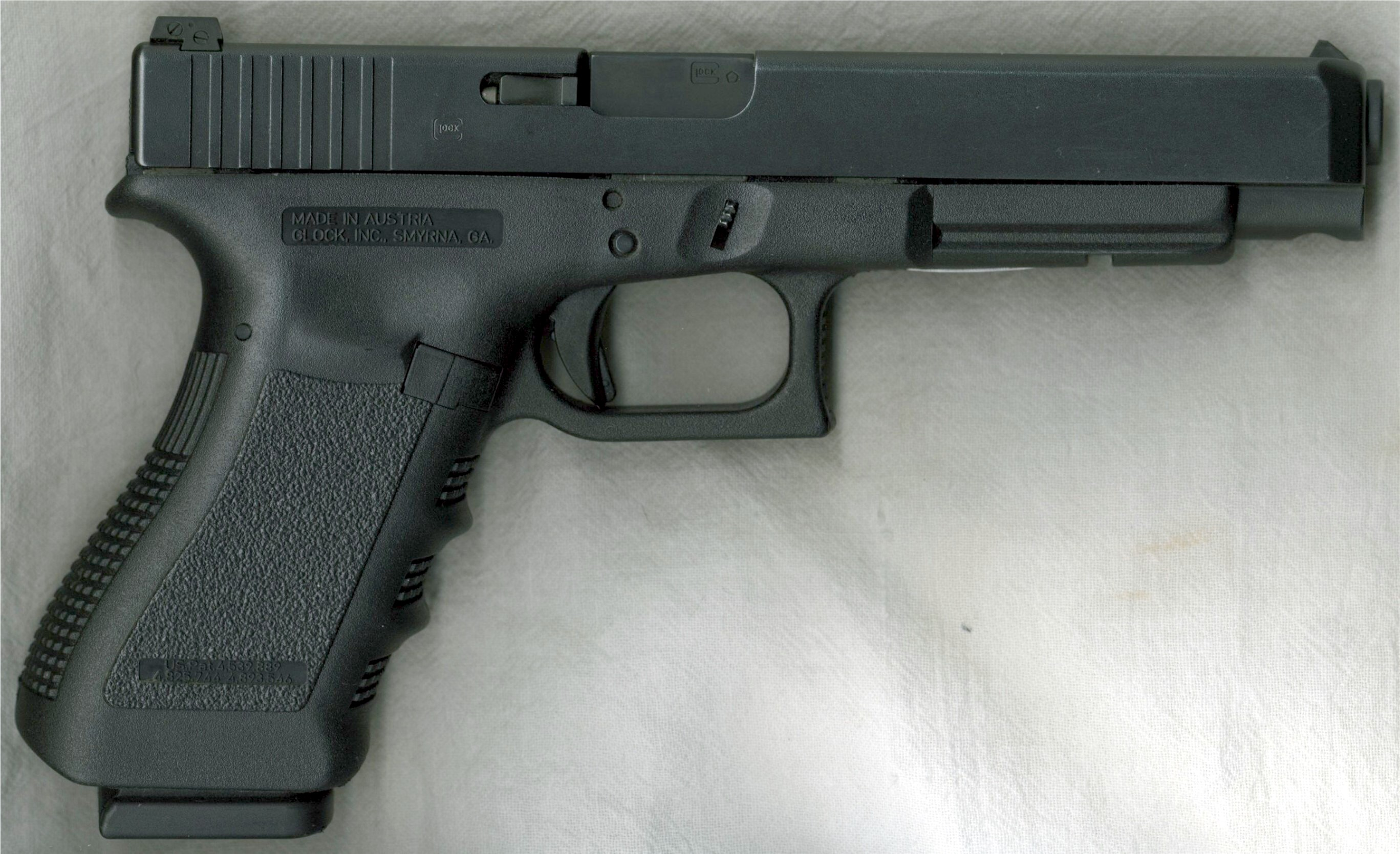
Glock 35, modelo .40 S&W orientado a competición.

- La Glock 35 es una versión .40 S&W de la pistola orientada a competición Glock 34.

### .380 ACP
Los modelos de calibre .380 ACP están destinados principalmente a mercados en los que los civiles tienen prohibida la posesión de pistolas que utilizan munición de los llamados «calibres militares» como el 9×19 mm Parabellum. Estos modelos no se venden en Estados Unidos, ya que ciertas características del arma impiden pasar las restricciones de importación estadounidenses.
Debido a la relativa baja presión de recámara ejercida por el cartucho .380 ACP, estos modelos disponen de una recámara desbloqueada y operan mediante el retroceso directo de la corredera. Este mecanismo de accionamiento requiere modificaciones importantes en las piezas internas del arma.

#### Glock 25
- La Glock 25, introducida en 1995, es una derivada de la Glock 19 adaptada para usar el cartucho .380 ACP. El cargador estándar de la Glock 25 tiene capacidad para 15 proyectiles. Es de uso civil.
- Este modelo particularmente en Estados Unidos no se encuentra disponible para la población civil ya que es el modelo utilizado por algunas agencias de seguridad.

#### Glock 28
La Glock 28 es una versión subcompacta de la G25 de acción por retroceso, con un capacidad en cargador estándar de 10 cartuchos, pero también acepta el cargador de 15 cartuchos de la G25.

#### Glock 42
La G42 es la de menor tamaño que Glock ha diseñado, por esa característica es utilizada por personas con manos pequeñas, además su diseño permite portarse de manera oculta. La G42 tiene una capacidad en el cargador de 6 rondas. Su largo total es de 151 mm, presión de gatillo de 24N y un peso de 390 g.

### 22 LR

#### Glock 44
La G44 es uno de los últimos lanzamientos al mercado, su calibre es 22 LR, tiene una capacidad en el cargador de 10 cartuchos, un largo total de 185 mm, presión de gatillo de 26 N y un peso de 415 g.

### .357 SIG

#### Glock 31
- La Glock 31 es una variante calibre .357 SIG de la Glock 22 (.40 S&W) de tamaño completo. La capacidad de su cargador estándar es de 15 proyectiles.

#### Glock 32
- La Glock 32 es una variante calibre .357 SIG de la compacta Glock 23 (.40 S&W). La capacidad de su cargador estándar es de 13 cartuchos.

#### Glock 33

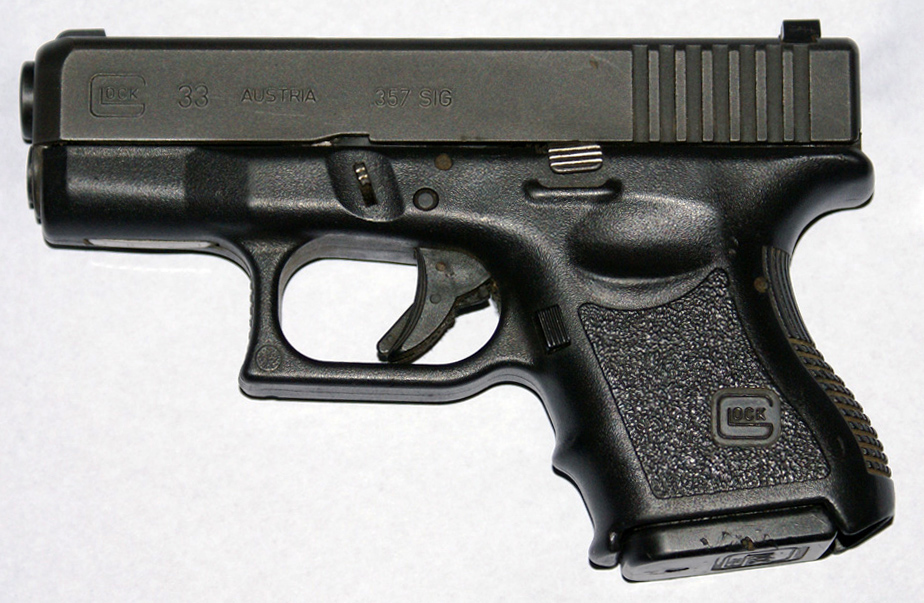
Glock 33, pistola subcompacta en calibre .357 SIG.

- La Glock 33 es una variante calibre .357 SIG de la subcompacta Glock 27 (.40 S&W) con un cargador estándar de 9 proyectiles.

### .45 GAP

#### Glock 37
- La Glock 37 es una variante de calibre .45 GAP de la Glock 17 original. Utiliza una corredera más ancha y biselada, un cañón más grande y un cargador diferente, pero por lo demás es similar al modelo 17. La Glock 37 apareció por primera vez en 2003. Fue diseñada para ofrecer un rendimiento balístico comparable con el del cartucho .45 ACP en el armazón del tamaño de la Glock 17. La capacidad del cargador estándar de la Glock 37 es de 10 balas.

#### Glock 38
- La Glock 38 es una variante de calibre .45 GAP de la compacta Glock 19.[30] La capacidad de su cargador estándar es de 8 cartuchos.

#### Glock 39
- La Glock 39 es la variante calibre .45 GAP de la subcompacta Glock 26. Su cargador estándar tiene capacidad para 6 cartuchos.

### Variantes regionales

#### Glock 17A
- La Glock 17A es una variante producida con un cañón alargado de 120 mm que sobresale visiblemente de la corredera. Está destinada al mercado australiano para cumplir con las leyes locales con respecto a la longitud del cañón creadas tras los tiroteos en la Universidad de Monash y es suministrada con cargadores de 10 proyectiles.[31][32]

#### Glock 17S
- La Glock 17S es una variante con un seguro manual externo montado en el armazón. Se fabricó un pequeño número de pistolas de esta versión para fuerzas de seguridad de Tasmania, Israel, Pakistán y quizás también para algunas otras sudamericanas.[33]

#### Glock 17Pro
- La Glock 17Pro es una versión producida exclusivamente para el mercado finlandés.[34] Tiene una serie de alteraciones con respecto a la Glock 17 estándar, como miras nocturnas iluminadas de fábrica con tritio, cañón alargado y roscado, liberador del cargador modificado, entre otras.[34]

#### Glock 17DK
- La Glock 17DK es una versión para Dinamarca, donde las pistolas deben tener, por ley, al menos 210 mm de largo. La Glock 17DK tiene un cañón de 122,5 mm, haciendo que la pistola tenga 210 mm de largo en total.

#### Glock 25SDN

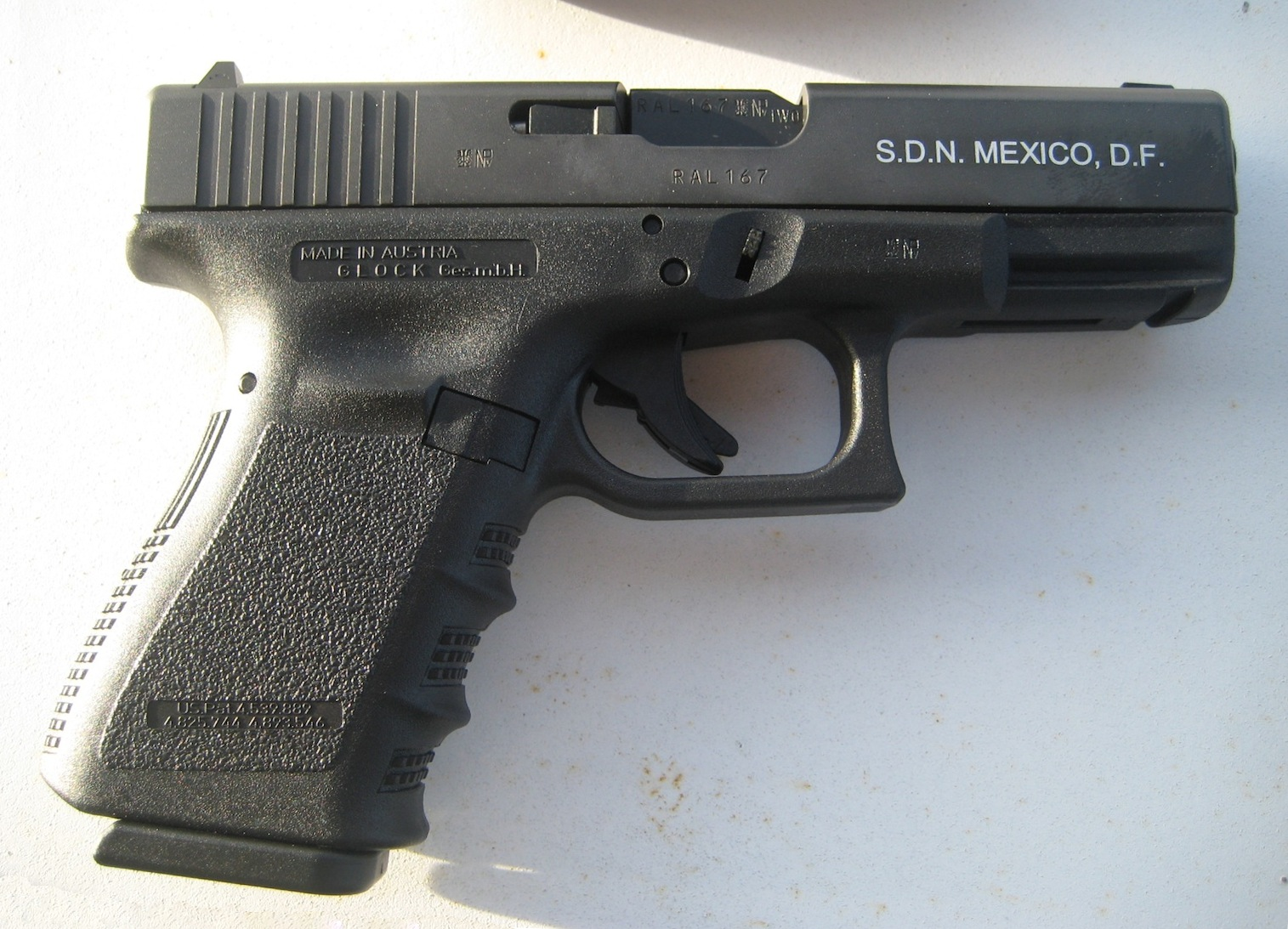
Pistola Glock modelo 25 SDN

- La Glock 25 SDN (siglas de Secretaria de la Defensa Nacional) es una versión idéntica en tamaño a la Glock 19 disponible en calibre .380 ACP (también llamado 9mm kurtz, 9x17 mm, 9mm corto o 9mm Browning) destinada a la población civil y policía de México. Posee la inscripción S. D. N. MEXICO DF impresa en la corredera y es distribuida por la Dirección de Comercialización de Armas y Municiones (DCAM) de la SDN.[34]

## Variantes de entrenamiento

#### Glock 17T
- La Glock 17T es una pistola de entrenamiento que dispara balas de goma o pintura. Existen dos versiones y ambas son fácilmente reconocibles por su armazón azul brillante: la Glock 17T 9 mm FX, que dispara cartuchos Simunition FX y la Glock 17T 7,8×21 AC, que dispara balas de goma y pintura propulsadas por cartuchos de aire comprimido reemplazables.

#### Glock 17P
- Las Glock 17P y Glock 17R son réplicas de entrenamiento para practicar combate cuerpo a cuerpo además de carga y descarga de la pistola. Estas versiones son idénticas a la Glock 17 estándar a excepción de su armazón rojo pero no tienen orificio de percutor en la recámara.

- Ecuador

La Policía Nacional de Ecuador está equipada también con pistolas automáticas Glock 17.[38]
- Alemania[35]
- Colombia[36]
- República Checa[37]
- Mónaco[38]
- Nueva Zelanda[39]
- Suiza[40]
- Suecia[41]
- Reino Unido[42]
- Estados Unidos[43][44]
- Uruguay: La Glock 17 es usada como arma de dotación por el Ejército Nacional y la Armada Nacional, así como la Glock 17 y 19 por la Policía Nacional.[45]